# Plérin
Plérin ist eine französische Gemeinde mit 14.527 Einwohnern (Stand 1. Januar 2022) im Département Côtes-d’Armor in der Region Bretagne. Sie gehört zum Arrondissement Saint-Brieuc und zum Kanton Plérin, dessen Hauptort (Chef-lieu) sie ist. Die Bewohner nennen sich Plérinais.

## Geographie
Die Gemeinde liegt knapp nördlich von Saint-Brieuc und grenzt im Osten im Golf von Saint-Malo an den Ärmelkanal. Nachbargemeinden sind Pordic im Norden, Saint-Brieuc im Süden, Ploufragan im Südwesten und Trémuson im Westen.
Der Gemeindehauptort liegt rund vier Kilometer im Landesinneren, der eigentliche Küstenort heißt Saint-Laurent de la Mer. Etwas weiter nördlich befindet sich der Badeort Les Rosaires am gleichnamigen Badestrand Plage des Rosaires. An der südlichen Gemeindegrenze verläuft der Küstenfluss Gouët und mündet mit einem kleinen Ästuar ins Meer. Hier befindet sich der Ort Le Légué mit seinem Jachthafen.

### Verkehrsanbindung
Das Gemeindegebiet wird in Nord-Süd-Richtung von der Départementsstraße D786 durchquert, die der Küstenlinie folgend nach Saint-Brieuc führt. Von Westen kommend erreicht die autobahnähnlich ausgebaute Nationalstraße N12 die Küste, schwenkt hier nach Süden ein und überquert mit einem Viadukt das Tal des Flusses Gouët. Im äußersten Westen, knapp jenseits der Gemeindegrenze, liegt der Flughafen Saint-Brieuc-Armor.

## Bevölkerungsentwicklung
| Jahr      | 1968  | 1975  | 1982   | 1990   | 1999   | 2006   | 2016   |
| Einwohner | 8.780 | 9.757 | 10.559 | 12.108 | 12.512 | 13.402 | 13.824 |

## Sehenswürdigkeiten

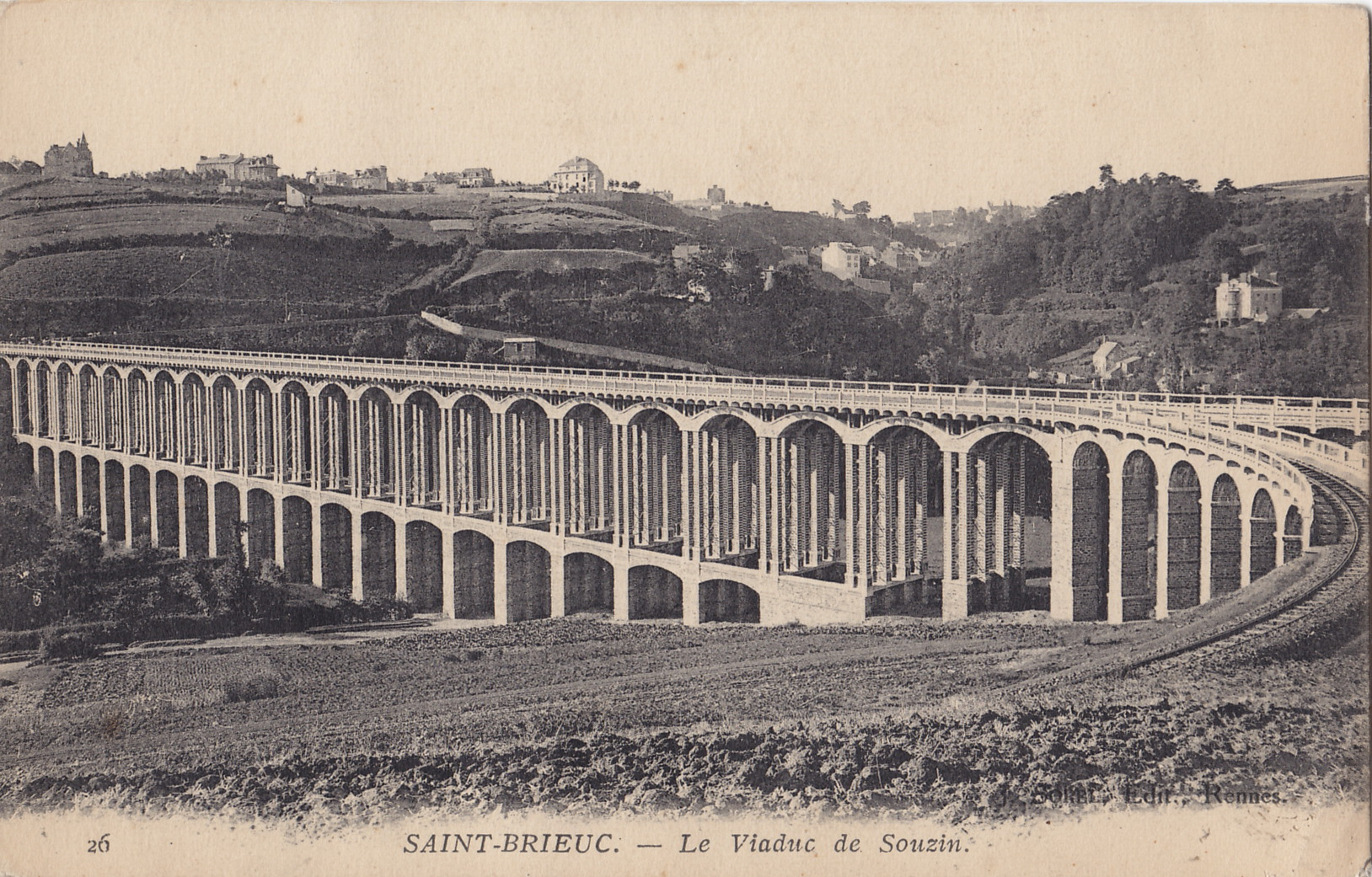
Viaduc de Souzain

Siehe auch: Liste der Monuments historiques in Plérin
Mit dem Viaduc de Souzain bestand eine als Monument historique registrierte Eisenbahn- und Straßenbrücke über den Gouët, die Anfang des 20. Jahrhunderts errichtet, im Jahre 1995 jedoch gesprengt und abgerissen wurde.

## Städtepartnerschaften
- Wronki in Polen
- Herzogenrath in Deutschland
- Cookstown in Großbritannien

## Persönlichkeiten
- Michel Le Denmat (* 1950), Radrennfahrer